# Практикер
„Практикер“ (на немски: Praktiker) е европейска верига магазини за инструменти, пособия, материали за строителството, ремонта, градината, обзавеждането и поддръжката на дома.
Компанията води началото си от град Киркел, провинция Саарланд, Германия, където е основана през 1978 г. Първият магазин е открит в Люксембург. Централата на компанията е в Хамбург. Първоначално е собственост на компанията ASKO, а от 1995 г. (след нейното обединяване с Metro Cash & Carry) – на Metro AG. Холдинговата компания Praktiker AG обявява банкрут на 11 юли 2013 г.
Несъстоятелността на майчинската компания обаче почти не се отразява на дъщерните дружества зад граница и те са продадени, като запазват името и марката. Магазините в България са придобити от български собственик в лицето на „Видеолукс холдинг“. Понастоящем „Практикер България“ е сред водещите вериги в сектора „Направи си сам“ в страната.

## Продукти
Веригата предлага артикули, необходими за домашни ремонти и за дома като цяло – инструменти, продукти за строителство и ремонт (санитарно-фаянсови материали, подови настилки), декорация, домакински потреби, градина и стоки за свободното време. Предлаганите стоки включват артикули от традиционните производители, както и собствени марки. В магазините могат да се ползват и услуги – рязане на повърхности, разкрояване на пердета и т.н. Веригата си поставя за цел ясна и прозрачна концепция: широки коридори и ясни системи за упътване на клиента, с цел подобряване качеството на обслужване.

## Практикер в Европа
„Практикер“ разполага в Европа с над 350 магазина в 9 европейски страни. В Германия компанията има около 270 магазина с обща площ от около 1,6 млн. m², което я нарежда на второ място по заемани търговски площи. В Европа „Практикер“ е на 4-то място, като в 4 европейски страни (Люксембург, Румъния, Гърция и Турция) заема водещи позиции. Продажбите извън Германия вече възлизат на 25% от общите продажби. През 2005 финансова година нетните продажби на компанията „Практикер“ възлизат на 3.03 милиарда €. Компанията разполага с около 21 000 души персонал, включително 6000 извън Германия.

## Практикер в България
На 17 септември 2004 г. „Практикер“ отваря първия си магазин в България. Още 5 магазина са отворени в страната в следващите 2 години – Пловдив, Варна, София Люлин, Русе, Плевен, Велико Търново. Общата търговска площ на всички магазини „Практикер“ в България е 42 000 м².
Компанията „Практикер“ оперира в България под регистрираното дъщерно дружество Практикер ЕООД. За краткото време от стъпването си в страната се нарежда сред водещите вериги, които развиват „Направи си сам“ сектора в България.

## Кризата
На 10.07.2013 г. „Практикер“ обявява неплатежоспособност в Германия. На 11.07.2013 г. заявява неплатежоспособността си при Районен съд Хамбург.
На 27.02.2014 г. е подписан предварителен договор между Видеолукс Холдинг и Praktiker Германия за придобиване на немската верига хипермаркети в България. Окончателната сделка ще бъде финализирана след одобрението от страна на Комисията за защита на конкуренцията. Видеолукс Холдинг управлява водещата верига за потребителска електроника и електроуреди Технополис.
На 2 юни 2014 г. „Практикер България“ окончателно става собственост на „Видеолукс Холдинг“, така веригата в България става изцяло собственост на българска фирма.

## Магазини в България
- Хасково - м. "Увата" 214.4 (Димитровградско шосе, срещу бирената фабрика)
- Перник - ул. "Захари Зограф" 159
- Добрич - ул. "Околовръстен път Дружба" 4
- Бургас – бул. „Янко Комитов“ 8
- София – бул. „Цариградско шосе“ 323
- София – бул. „Панчо Владигеров“ 75
- Пловдив – бул. „Кукленско шосе“ 9
- Варна – бул. „Република“ 49
- Русе – бул. „Липник“ 10
- Велико Търново – ул. „Магистрална“ 17
- Плевен – бул. „Европа“ 6В
- Стара Загора – бул. „Никола Петков“ 48
- Шумен – бул. „Симеон Велики“ 37
- Ямбол – бул. „Граф Игнатиев“ 177
- Враца – бул. „Втори юни“ 150
- Пазарджик – бул. „Стефан Стамболов“ 13